# Robinson (cráter)

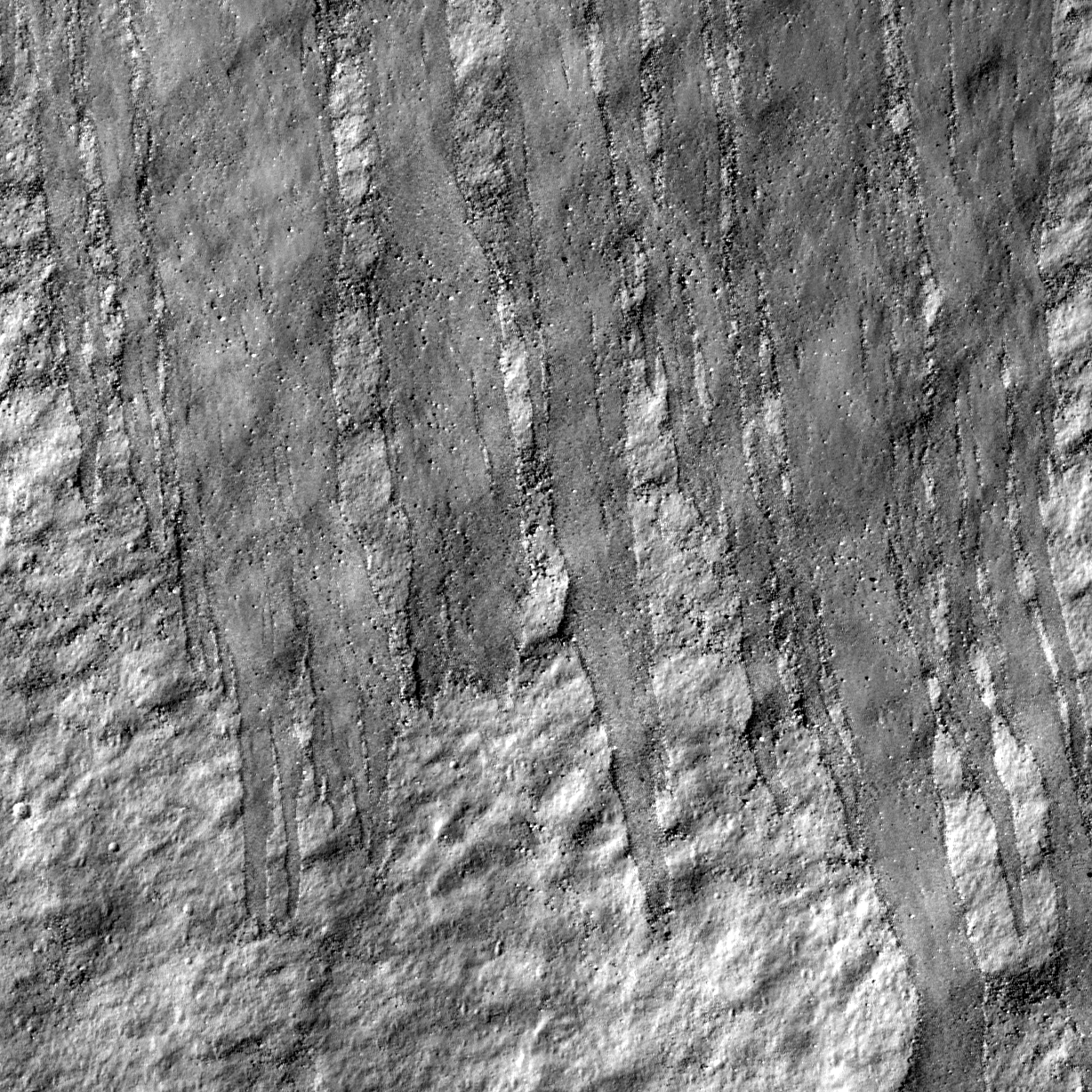
Detalle de Robinson. Fotografía de la misión LRO.

Robinson es un pequeño cráter de impacto lunar que se encuentra al suroeste de la llanura amurallada de grandes paredes del cráter J. Herschel. Se encuentra en el terreno continental al norte del Mare Frigoris, en la parte noroeste de la cara visible de la Luna. Al suroeste aparece otra llanura amurallada, la del cráter South.
|  |

Esta formación solo ha sido ligeramente desgastada por otros impactos, y conserva un borde exterior afilado y rasgos topográficos bien definidos. El material suelto de las paredes internas se ha desplomado y acumulado en el fondo alrededor del suelo interior, particularmente en la mitad occidental. El brocal tiene una forma aproximadamente circular, pero presenta pequeñas irregularidades en forma de ligeras protuberancias exteriores en el perímetro.